# Gornje Štiplje
Gornje Štiplje (cyr. Горње Штипље) – wieś w Serbii, w okręgu pomorawskim, w mieście Jagodina. W 2011 roku liczyła 145 mieszkańców.